# ワールドゲームズ1981
ワールドゲームズ1981は、アメリカ合衆国カリフォルニア州サンタクララで1981年7月24日から8月2日まで開催された第1回ワールドゲームズである。
オリンピックの実施競技は1970年代ころから増やすことが困難となってきた。こうした中、非オリンピック競技の12の国際競技連盟により、非オリンピック競技による総合スポーツ大会「ワールドゲームズ」の開催することを目的としてワールドゲームズ協議会（後の国際ワールドゲームズ協会、IWGA）が設立された。翌1981年に第1回大会を開催、モスクワオリンピックでのボイコット事件の反省から、表彰式では国旗の掲揚や国歌の演奏をなくした。

## 実施競技

### 公式競技
- バドミントン
- 野球
- ボディービルディング
- ボウリング
- キャスティング
- フィンスイミング
- 空手道
- パワーリフティング
- ラケットボール
- アーティスティックローラースケート
- ローラーホッケー
- スピードローラースケート
- ソフトボール
- テコンドー
- 綱引き（男子）
- トランポリン
- 水上スキー